# Pyromorfiet
Het mineraal pyromorfiet is een chloor-houdend lood-fosfaat met de chemische formule Pb5(PO4)3Cl.

## Eigenschappen
Het grijswitte, gele, groene of bruine pyromorfiet heeft een diamantglans, een witte streepkleur en het mineraal kent een imperfecte splijting volgens het kristalvlak [1011]. Het kristalstelsel is hexagonaal. Pyromorfiet heeft een gemiddelde dichtheid van 6,85, de hardheid is 3,5 tot 4 en het mineraal is niet radioactief.

## Naamgeving
De naam van het mineraal pyromorfiet is afgeleid van de Oudgriekse woorden πῦρ, pur ("vuur") en μορφή, morphē, dat "vorm" betekent. Het mineraal werd zo genoemd vanwege de aard van de rekristallisatiereactie als het gesmolten werd.

## Voorkomen
Pyromorfiet is een mineraal dat als secundair mineraal voorkomt in de geoxideerde zones van lood-houdende ertsen. De typelocatie is niet gedefinieerd, maar het mineraal wordt onder andere gevonden in de San Andrés mijn in Villaviciosa, provincie Córdoba, Spanje.